# Püski
Püski – wieś i gmina w północno-zachodniej części Węgier, w pobliżu miasta Mosonmagyaróvár. Miejscowość leży na obszarze Małej Niziny Węgierskiej, w pobliżu granicy słowackiej i austriackiej. Administracyjnie należy do powiatu Mosonmagyaróvár, wchodzącego w skład komitatu Győr-Moson-Sopron.
Gmina Püski liczy 650 mieszkańców (2009) i zajmuje obszar 8,39 km².